# 密丛鹤虱
密丛鹤虱（学名：Lappula caespitosa）是紫草科鹤虱属的植物，是中国的特有植物。分布于中国大陆的西藏等地，生长于海拔4,200米的地区，多生于山地冲沟砂砾地和干沟中，目前尚未由人工引种栽培。